# Гунтер Мерзебургски
Гунтер Мерзебургски (на немски: Gunther von Merseburg, Günther von Merseburg, * пр. 949, † 13 юли 982, Кротоне, Калабрия, Италия) от рода Екехардини, е от 965 до 976 г. и отново от 981 до 982 г. маркграф на Майсен и маркграф на Мерзебург.

## Биография
Гунтер е син на граф Екехард от Мерзебург († 30 август 954), който е внук на Лиудолф (херцог на Саксония от род Лиудолфинги).
След смъртта на маркграф Геро I Железния († 20 май 965) Саксонската източна марка (Marca Geronis), ‎е разделена на пет по-малки марки. Император Ото I Велики утвърждава Гунтер през 965 г. за маркграф na Маркграфство Мерзебург. Той става също маркграф на Майсен и се жени за Добрава, дъщеря на чешкия княз Болеслав I. По заповед на Ото I той се бие през 966 г. в Калабрия против Византия.
През 976 г. Гунтер, заедно с баварския херцог Хайнрих II, започва въстание против императора Ото II, сина на Ото I. Ото II конфискува Маркграфство Мерзебург и го дава на Титмар I от Майсен († 978). Гунтер и синът му Екехард I са изгонени. През 981 г. той се сдобрява с император Ото II и след смъртта на Титмар I той получава отново своето маркграфство. След смъртта на маркграф Вигер I през 981 г. Гунтер получава също и управлението на Марк Цайц.
Гунтер участва в похода в Италия на Ото II против сарацините на емир Абу ал-Ясим († 13 юли 982) и е убит на 13 юли 982 г. в битката на Кап Колона в Калабрия.
Последван е от Рикдаг II († 985 или 986) от рода Ветини.

## Семейство и деца
Гунтер се жени за Добрава (* ок. 940/945, † 977) от рода Пршемисловци, дъщеря на чешкия княз Болеслав I. Добрава се омъжва през 965 г. за полския херцог Мешко I от рода Пясти.
Гунтер и Добрава имат трима синове:
- Екехард I (* 960, † 1002), макрграф на Майсен.
- Гунзелин от Кукенбург (* 965, † сл. 1017), макрграф на Майсен (1002 – 1010).
- Бруно († 1009)